# Linexert
Linexert ist eine französische Gemeinde im Département Haute-Saône in der Region Bourgogne-Franche-Comté.

## Geographie
Linexert liegt auf einer Höhe von 307 m über dem Meeresspiegel, sieben Kilometer nördlich von Lure und etwa 28 Kilometer nordöstlich der Stadt Vesoul (Luftlinie). Das Dorf erstreckt sich im östlichen Teil des Departements, am Rand der Ebene von Luxeuil, beidseits der Lanterne, am Südwestrand des Plateau des Mille Étangs.
Die Fläche des rund 1,99 km² großen Gemeindegebiets umfasst einen Abschnitt der Ebene von Luxeuil. Diese Alluvialebene liegt auf durchschnittlich 305 m. Sie wird durch die Lanterne, die durch eine breite Niederung fließt, nach Westen entwässert. Landwirtschaftliche Nutzung herrscht hier vor. Aus der Ebene erheben sich die Kuppen von Mont Tatie (338 m) und Haut du Mont, auf dem mit 341 m der höchste Punkt von Linexert erreicht wird. Nach Süden steigt das Gelände leicht an zum Plateau des Bois des Franches Communes. Mit einem schmalen Zipfel erstreckt sich das Gemeindeareal nach Osten bis zum Étang de Billieux. Im Nordwesten bildet der Étang des Brosses die Abgrenzung. In geologisch-tektonischer Hinsicht besteht das Gebiet aus Sedimenten des Tertiärs und des Quartärs.
Nachbargemeinden von Linexert sind Rignovelle und Lantenot im Norden, Saint-Germain im Osten und Süden sowie Franchevelle im Westen.

## Geschichte
Überreste des römischen Verkehrsweges, der von Luxeuil nach Mandeure führte, weisen auf eine sehr frühe Begehung und Besiedlung des Gebietes hin. Die Rodungssiedlung Linexert wurde erst relativ spät an einer Furt der Lanterne gegründet. Im Mittelalter gehörte Linexert zur Freigrafschaft Burgund und darin zum Gebiet des Bailliage d’Amont. Die lokale Herrschaft hatten die Herren von Faucogney inne, später gehörte das Dorf zur Baronie Mélisey. Zusammen mit der Franche-Comté gelangte der Ort mit dem Frieden von Nimwegen 1678 definitiv an Frankreich. Heute ist Linexert Mitglied des Gemeindeverbandes Triangle Vert. Linexert besitzt keine eigene Kirche, es ist jedoch Miteigentümer der Kirche von Franchevelle.

## Sehenswürdigkeiten

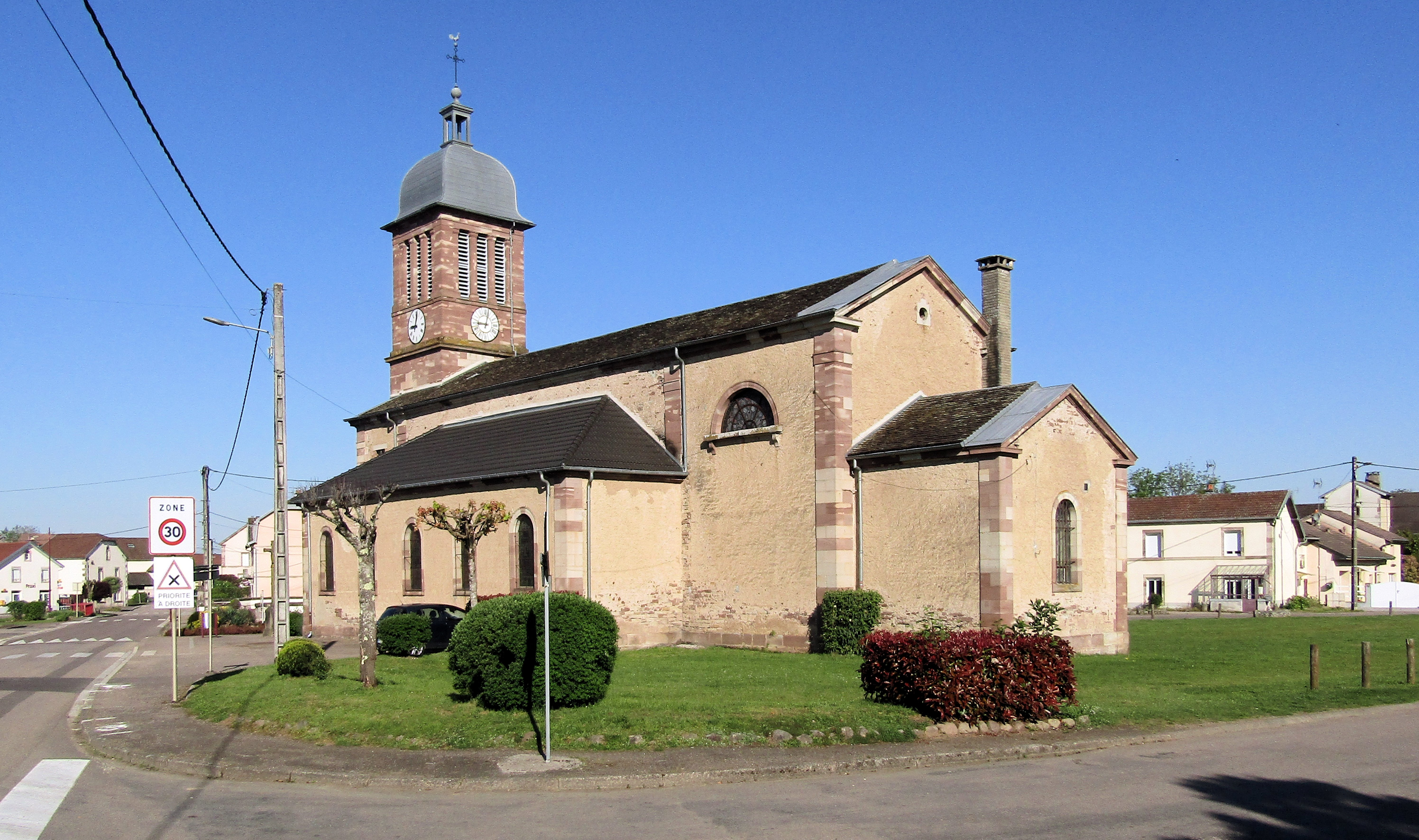
Denkmal für die Gefallenen aus Linexert vor der Kirche im Nachbarort Franchevelle

Der älteste Bauernhof von Linexert datiert von 1743. Von 1886 stammt das überdachte Lavoir, das einst als Waschhaus und Viehtränke diente. An der Straße nach Franchevelle stehen zwei Calvaires.

## Bevölkerung
| Jahr                       | 1962 | 1968 | 1975 | 1982 | 1990 | 1999 | 2006 | 2019 |
| Einwohner                  | 88   | 79   | 96   | 129  | 140  | 139  | 136  | 122  |
| Quellen: Cassini und INSEE |      |      |      |      |      |      |      |      |

Mit 116 Einwohnern (1. Januar 2022) gehört Linexert zu den kleinen Gemeinden des Départements Haute-Saône. Nachdem die Einwohnerzahl in der ersten Hälfte des 20. Jahrhunderts deutlich abgenommen hatte (1881 wurden noch 181 Personen gezählt), wurde von 1970 bis 1990 wieder ein Bevölkerungswachstum verzeichnet. Seither verbleibt die Einwohnerzahl auf annähernd konstantem Niveau.

## Wirtschaft und Infrastruktur
Linexert war bis weit ins 20. Jahrhundert hinein ein vorwiegend durch die Landwirtschaft (Ackerbau, Obstbau und Viehzucht) und die Forstwirtschaft geprägtes Dorf. Heute gibt es einige Betriebe des lokalen Kleingewerbes, vor allem in den Branchen Fensterherstellung und Holzverarbeitung. In den letzten Jahrzehnten hat sich das Dorf zu einer Wohngemeinde gewandelt. Viele Erwerbstätige sind deshalb Wegpendler, die in den größeren Ortschaften der Umgebung ihrer Arbeit nachgehen.
Die Ortschaft liegt abseits der größeren Durchgangsachsen an einer Departementsstraße, die von Quers nach Lantenot führt. Eine weitere Straßenverbindung besteht mit Lure.